# غيتو ريغا
غيتو ريغا منطقة صغيرة في ماسكافاس فورشتيت، أحد أحياء ريغا، لاتفيا، التي حددها النازيون حيث أجبر يهود لاتفيا، ومن ألمانيا في وقت لاحق، على العيش هناك خلال الحرب العالمية الثانية. في 25 أكتوبر 1941، نقل النازيون جميع اليهود من ريغا والمنطقة المجاورة إلى الحي اليهودي بينما تم إجلاء السكان غير اليهود. قُتل معظم اليهود اللاتفيين (حوالي 35000) يومي 30 نوفمبر و8 ديسمبر 1941 في مذبحة رمبولا. نقل النازيون عددًا كبيرًا من اليهود الألمان إلى الحي اليهودي. وقتل معظمهم في وقت لاحق في المذابح.

في حين يشار إلى الغيتو ريغا عادة ككيان واحد، في الواقع كان هناك العديد من «الأحياء اليهودية». الأول كان الحي اليهودي الكبير في لاتفيا. بعد مجزرة رامبولا، تركز اليهود اللاتفيون الباقون على قيد الحياة في منطقة أصغر داخل الحي اليهودي الأصلي، والذي أصبح يعرف باسم «الحي اليهودي الصغير». تم تقسيم الحي اليهودي الصغير إلى أقسام للرجال والنساء. ثم تم تخصيص مساحة الحي اليهودي غير المخصصة للحي اليهودي الصغير لليهود الذين تم ترحيلهم من ألمانيا، وأصبحت تُعرف باسم الحي اليهودي الألماني.

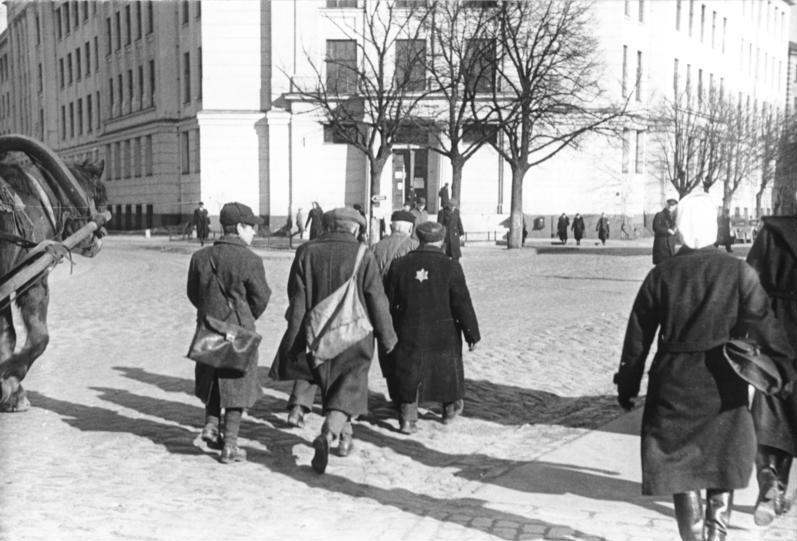
1942 صورة تظهر اليهود في ريغا يرتدون النجمة الصفراء وممنوعون من استخدام الرصيف

## القيود المفروضة على اليهود
نظّم الاحتلال النازي مطلع شهر يوليو حرقًا للمعابد اليهودية في ريغا، وحاول، بنجاح متفاوت، تحريض السكان اللاتفيين على اتخاذ إجراءات قاتلة ضد السكان اليهود اللاتفيين. انتقلت إدارة المدينة من الإدارة العسكرية الألمانية إلى الإدارة المدنية الألمانية في نهاية شهر يوليو. كان رئيس الإدارة المدنية ألمانيًا يُدعى هاينز ناختيغال. شمل الألمان الآخرون المتورطون في الإدارة المدنية هنريك لوزه وأوتو دريكسلر.
أصدر الألمان في ذلك الوقت مراسيم جديدة لحكم اليهود. مُنع اليهود بموجب «المرسوم الأول» من الحضور في الأماكن العامة، بما في ذلك مرافق المدينة والمنتزهات وأحواض السباحة. اشترط مرسوم ثانٍ على اليهود ارتداء نجمة صفراء سداسية على ملابسهم، تحت طائلة الموت. خُصص لليهود نصف حصة الغذاء المخصصة لغير اليهود، وبحلول أغسطس، أصبح ألمانيّ يُدعى ألتماير مسؤولًا عن ريغا، وسجل النازيون جميع اليهود هناك. فرضت مراسيم أخرى على جميع اليهود ارتداء نجمة صفراء ثانية، هذه المرة في منتصف ظهورهم، ومنعهم من استخدام الأرصفة. كان السبب وراء النجمة الثانية هو تمييز اليهود بسهولة في الحشود. لاحقًا، عندما نُقل اليهود الليتوانيين إلى الحي اليهودي (الغيتو)، خضعوا لقاعدة النجمتين نفسها. كان من الممكن الاعتداء على اليهود عشوائيًا وبإفلات تام من العقاب من قبل أي شخص غير يهودي.
تولى الغيستابو إدارة السجون في ريغا رسميًا في 11 يوليو 1941. كانت العصابات اللاتفية بحلول ذلك الوقت قد قتلت عددًا من السجناء اليهود. أنشأ الغيستابو في البداية مقره في مبنى وزارة الزراعة اللاتفية السابقة في جادة راينا، وأُنشئت إدارة يهودية خاصة. نُفذ التعذيب والاستجواب من قبل الغيستابو في الطابق السفلي من ذلك المبنى. كان المعتقلون يُرسلون بعد هذه المعاملة، إلى السجن، حيث كان يُجوّع السجناء حتى الموت. انتقل الغيستابو لاحقًا إلى المتحف السابق في زاوية جادتي كالباكا وبريفيباس. أنشأ النازيون أيضًا حكومة دمية لاتيفية تحت قيادة الجنرال اللاتيفي أوسكارز دانكرز، الذي كان هو نفسه من أصل ألماني جزئيًا. أُنشئ «مكتب للشؤون اليهودية» في محافظة الشرطة اللاتفية. طُبقت قوانين شبيهة بقوانين نورمبرغ لإجبار الأشخاص المتزوجين من يهود وغير يهود على الطلاق. إذا رفض الزوجان، تُجبر المرأة إذا كانت يهودية، على الخضوع للتعقيم. مُنع الأطباء اليهود من علاج غير اليهود، ومُنع الأطباء غير اليهود من علاج اليهود.

## بناء الغيتو
قررت سلطات الاحتلال في ريغا في 21 بوليو، تركيز العمال اليهود في غيتو. سُجل جميع اليهود، وشُكل جودينرات (مجلس اليهود). اختيرت بعض الشخصيات البارزة من يهود ريغا، بما في ذلك إلياشوف، وبلومنتال، ومانسكر، للانضمام إلى المجلس. كان جميع هؤلاء قد شاركوا في جمعية المقاتلين اليهود من أجل الحرية في لاتفيا، وكان هناك أمل أن يمنحهم ذلك نفوذًا في التعامل مع سلطات الاحتلال. مُنح أعضاء المجلس شارات ذراع بيضاء كبيرة تحمل نجمة داود زرقاء، ما منحهم الحق في استخدام الأرصفة وعربات الترام.
أمرت سلطات الاحتلال النازية جميع اليهود في 23 أكتوبر 1941 بالانتقال إلى ضاحية ماسكافاس فورشتات (فورشتات موسكو) في ريغا بحلول 25 أكتوبر 1941. جُمع حوالي 30,000 يهودي في هذه المنطقة الصغيرة التي تتكون من 16 مبنى، وسيجها النازيون بأسلاك شائكة. كان أي شخص يقترب كثيرًا من الأسلاك الشائكة يُطلق عليه النار من قبل الحراس اللاتفيين المنتشرين حول المحيط. قاد رجال الشرطة الألمان (فاتشمايستر) من دانزيغ الحراس، وقد شارك الحراس في إطلاق النار العشوائي خلال الليل.
عندما انتقل اليهود إلى الغيتو، سرق النازيون ممتلكاتهم، ولم يُسمح لهم سوى بأخذ القليل جدًا إلى الغيتو، أما ما تبقى فتكفلت به وكالة احتلال تُعرف بمكتب الوصاية (Treuhandverwaltung)، الذي أرسل قطارات كاملة من البضائع إلى ألمانيا. تجاهل الألمان سرقة كميات كبيرة من الممتلكات الأخرى، عادةً ما تكون أقل قيمة، من قبل الشرطة اللاتفية، معتبرين ذلك شكلًا من أشكال التعويض عن عمليات القتل. كانت عمليات الاستيلاء الفردية والاستيلاء على الممتلكات بدوافع مصلحة شخصية من قبل الألمان أيضًا أمرًا شائعًا. يعتقد المؤلف إيزيرغايليس أن الشرطة الأمنية الألمانية كانت مهتمة أكثر بقتل اليهود من سرقة ممتلكاتهم، بينما كان العكس هو الصحيح بين رجال إدارة لوهسه المدنية.

## القتل الجماعي
أمر أدولف هتلر في سبتمبر 1941 بترحيل اليهود الألمان إلى الشرق بتشجيع من راينهارد هايدريش وجوزيف غوبلز. بما أن الوجهة المخطط لها أصلًا، غيتو مينسك، كانت مكتظة بالفعل، حُولت قطارات الترحيل اللاحقة إلى ريغا، التي كانت مكتظة هي الأخرى.
أعدم النازيون في 30 نوفمبر و8 و9 ديسمبر حوالي 27,500 يهودي من الغيتو في حفر محفورة مسبقًا في غابة رومبولا القريبة. كان الغيتو الكبير موجودًا منذ 37 يومًا فقط. نجا حوالي 4,500 من العمال المهرة من فرق العمل، الذين كانوا محتجزين في «الغيتو الصغير»، وحوالي 500 امرأة مصنفات كخياطات من مجزرة رومبولا.
وصل أول قطار من 1,053 يهوديًا من برلين إلى محطة سكة حديد شكيروتافا في ريغا في 30 نوفمبر 1941. أُعدم جميع من كانوا على متن القطار في نفس اليوم في غابة رومبولا. جرى إيواء حوالي 4,000 شخص من القطارات الأربعة التالية، بناءً على أمر قائد فرق اينساتسكرابن إيه، والتر شتالكير، في ساحة فارغة، في المعسكر المؤقت المعروف باسم يونغفرنهوف.
لقد أثير الخلاف التاريخي حول ما إذا كان اليهود اللاتفيون قد قُتلوا في رومبولا لإفساح المجال لليهود من الرايخ مشاعر مريرة بين الناجين اللاتفيين والألمان. ما زالت الأدلة على هذا الأمر غير واضحة، ولكن من المؤكد أن عمليات ترحيل يهود الرايخ تلت عمليات الإعدام في رومبولا بفترة زمنية قصيرة.

## يهود من ألمانيا
| الأصل       | تاريخ المغادرة | تاريخ الوصول   | المكان المقصود         | رقم   | تعليق                                                                          |
| ----------- | -------------- | -------------- | ---------------------- | ----- | ------------------------------------------------------------------------------ |
| برلين       | 27 نوفمبر 1941 | 29 نوفمبر 1941 | رومبولا                | 1000  | نقل جميعهم باستثناء حوالي 50 شابًا أطلق عليهم الرصاص في رامبولا، 30 نوفمبر 1941 |
| نورنبرغ     | 29 نوفمبر 1941 |                | يونجفيرنهوف            | 714   |                                                                                |
| شتوتغارت    | 1 ديسمبر 1941  |                | يونجفيرنهوف            | 1200  |                                                                                |
| فيينا       | 3 ديسمبر 1941  |                | يونجفيرنهوف            | 1,042 |                                                                                |
| هامبورغ     | 6 ديسمبر 1941  | 9 ديسمبر 1941  | Jungfernhof و Stutthof | 808   | نقل، المقرر أصلا أن يغادر يوم 4 ديسمبر 1941، في الواقع غادرت في السادس.        |
| كولونيا     | 7 ديسمبر 1941  |                | الغيت حي اليهود        | 1000  |                                                                                |
| كاسيل       | 9 ديسمبر 1941  |                | الغيت حي اليهود        | 991   |                                                                                |
| دوسلدورف    | 11 ديسمبر 1941 |                | الغيت حي اليهود        | 1007  |                                                                                |
| بيليفيلد    | 12 ديسمبر 1941 |                | الغيت حي اليهود        | 1000  |                                                                                |
| هانوفر      | 15 ديسمبر 1941 |                | الغيت حي اليهود        | 1,001 |                                                                                |
| تيريزينشتات | 9 يناير 1942   |                | الغيت حي اليهود        | 1000  |                                                                                |
| فيينا       | 11 يناير 1942  |                | غيتو و Jungfernhof     | 1000  |                                                                                |
| برلين       | 13 يناير 1942  |                | الغيت حي اليهود        | 1,037 |                                                                                |
| تيريزينشتات | 15 يناير 1942  |                | غيتو وسالاسبيلس        | 1000  |                                                                                |
| برلين       | 19 يناير 1942  |                | الغيت حي اليهود        | 1006  |                                                                                |
| لايبزيغ     | 21 يناير 1942  |                | الغيت حي اليهود        | 1000  |                                                                                |
| برلين       | 25 يناير 1942  |                | الغيت حي اليهود        | 1,051 |                                                                                |
| فيينا       | 26 يناير 1942  |                | الغيت حي اليهود        | 1200  |                                                                                |
| دورتموند    | 27 يناير 42    |                | دورتموند               | 1000  |                                                                                |
| فيينا       | 6 فبراير 1942  |                | غيتو رومبولا وغاباته   | 1000  | وكان مجرم الحرب سيئ السمعة ألويس برونر في قيادة هذا النقل.                     |